# Riff Burglars
The Legendary Funny Cider Sessions - Vol. 1 (dt. Die legendäre spaßige Apfelwein Sessions – Vol. 1) und SWAG (dt. Beute) sind zwei Musikalben von Roger Chapman und seiner Begleitband The Shortlist, die unter dem Projektnamen Riff Burglars (dt. [Gitarren-]Riff Diebe) veröffentlicht wurden. Sie erschienen 1982 und 1983 unter dem Label Line Records und werden dem Genre Rock, Blues und Rock & Roll zugerechnet.

## Musikstil

### Musikstil und Kritik
Diese Publikationen enthalten mit einigen Ausnahmen (Big Roll Daddy, Stovepipe u. a.) Neuinterpretationen klassischer Blues und Rock & Roll Songs von Chuck Berry, Albert King, Cream, Willie Dixon und vielen anderen. In der Öffentlichkeit wurden diese Arbeiten kaum wahrgenommen. Die Musik, so Mac Beaulieu, sei für Fans gemacht, die auf Rock & Roll Standards stehen.

## Entstehungsgeschichte
Roger Chapman wird bei seinen Musikkritikern als workaholic beschrieben, da er neben seinen Soloalben und Konzertauftritten auch mit vielen anderen Künstlern Ende der 1970er Jahre und Anfang der 1980er Jahre zusammenarbeitete, wie Mike Batt, Rainer Baumann, Mike Oldfield und der Jam Band Hinkley’s Heroes. Aus dieser gingen die Riff Burglars hervor. Sie bestanden aus Musikern, die teilweise in seiner Begleitband The Shortlist spielten oder mit anderen renommierten Bands schon zusammenarbeiteten und später zu The Shortlist hinzustießen, wie Boz Burrell am Bass (Streetwalkers, King Crimson und Gründungsmitglied von Bad Company), der Saxophonist Nick Pentelow (Wizzard), Mickey Moody (Mike Oldfield, Gerry Rafferty), Alan Coulter (Procol Harum), aber auch der Shortlist Gitarrist Geoff Whitehorn (u. a. für Paul Rodgers, Manfred Mann’s Earth Band). Beide Longplayer wurden mit wenig Aufwand von Roger Chapman produziert und sind als Musikprojekte mit Spaßfaktor zu verstehen, so der Begleittext der Alben. Chapman sang mit siebzehn Titeln etwas mehr als die Hälfte aller dreißig Songs ein. Sein Shortlist Gitarrist Geoff Whitehorn bspw. übernahm den Gesang beim Cream Song “Strange Brew,” während Tim Hinkley Freddie Kings “Big Leg Woman” seine Stimme lieh. Die Eigenkomposition Big Roll Daddy (Chapman/Seals), wurde unter anderem von Chapmans Musikidol Jerry Lee Lewis gecovert und auf seinem 1991 erschienenen Album Honky Tonk Rock ‘n’ Roll Piano veröffentlicht, was Chapman mit Stolz erfüllte. Alle Musiker wurden außerdem unter Pseudonymen ohne Alias-Bezug auf den Alben aufgeführt, um sich von Roger Chapman & The Shortlist nochmals zu differenzieren. Chapman selbst nannte sich Sonny Spider. Dieses Pseudonym nutzte er gelegentlich auch bei anderen Produktionen.

## Titelliste
Riff Burglar – The Legendary Funny Cider Sessions - Vol. 1 (1982)
1. Free, Single And Disengaged (Smith, Vincent) 02:29
2. Can't Stand It (Mc Allister) 02:57
3. Bring It On Home (Dixon) 02:58
4. Strange Brew (Brown, Brown) 02:44
5. Slow Down (Williams) 02:17
6. Big Leg Woman (Russell, Blackwell) 02:32
7. Stovepipe (Hinkley, Whitehorn) 02:10
8. High Blood Pressure (Smith) 02:58
9. 5 - 10 - 15 - 20 (Part I) (Shortlist, Hill, Toussaint, Berry) 04:15
10. Havanna Moon (Berry) 03:38
11. Wang Dang Doodle (Dixon) 03:49
12. Big Roll Daddy (Chapman, Seale) 03:45
13. Big River 02:10 (Cash)
14. Lipstick, Powder And Paint (Turner) 02:31
15. Sing 'Em The Way I Feel (Lenoir) 02:07
16. Downbound Train (Berry) 03:57
17. 5 - 10 - 15 - 20 (Part II) (Shortlist, Hill, Toussaint, Berry) 04:43

Besetzung mit Aliasnamen (aka)
- Reverend Stovepipe (aka Tim Hinkley): Keyboard
- Big George Heartburn (aka Geoff Whitehorn): Gitarre
- Suede Soupspoon (aka Steve Simpson): Gitarre, Electric Slide, Violine & Akkordeon
- Ramblin'Ray Rubble (aka Boz Burrell): Bass
- Sonny Spider (aka Roger Chapman): Harmonika & Gesang
- Lips O' Gonnagen (aka Nick Pentelow): Saxophone
- Big Boy Doomy (aka Mickey Moody): Electric Slide & Dobro
- Slaksin Klauter (aka Alan Coulter): Schlagzeug
- The Burglars: Hintergrundgesang

Riff Burglars – Swag (1983)
1. The Shadow Knows (Leiber, Stoller) 03:27
2. Who Do You Love/Peter Gunn (Mc Daniels, Mancini) 04:02
3. Harlem Shuffle (Relf, Nelson) 03:14
4. Mama Told Me Not To Come (Newman) 03:25
5. Treat Her Right 02:14 (Head)
6. I Heard It Through The Grapevine (Whitfield, Strong) 05:29
7. Don't You Just Know It (Smith) 02:19
8. Roberta (Smith) 03:02
9. Chain Of Fools/See Saw (Covay) 05:58
10. Love The Life I Live (Allison) 02:01
11. Sea Of Heartbreak (David, Hampton) 04:06
12. Born Under A Bad Sign (King) 03:16
13. High Heel Sneakers (Higginbottam) 03:02
14. Watch Your Step (Parker) 03:02

- Sonny Spider (aka Roger Chapman): Gesang, Percussion
- Suede Soupspoon (aka Steve Simpson): Gitarren und Gesang
- Big George Heartburn (aka Geoff Whitehorn): Gitarren und Gesang
- Ramblin'Ray Rubble (aka Boz Burrell): Bass and vocals
- Uncle Willie Wonky (aka Zoot Money): Keyboard und Gesang
- Lips O' Gonnagen (aka Nick Pentelow): Horn und Gesang
- BA Butler (aks John Longwood): Schlagzeug und Gesang
- Alex Burak: Tontechnik
- Jennifer Luttow: Artwork

## Veröffentlichungen und Charterfolge
Beide Alben wurden in ihren Produktionsjahren nur in Deutschland veröffentlicht, da Chapman dort seine größten Fans hatte. 1998 und 2005 kamen weitere Veröffentlichungen in Großbritannien und Russland hinzu. Die Alben konnten nicht charten.

## Rezeption
Der Musikkritiker Mac Beaulieu urteilte über The Legendary Funny Cider Sessions - Vol. 1 es sei ein schwingendes, enthusiastisches Werk in der Auswahl der Musikstücke und deren musikalische Umsetzung. SWAG dagegen klinge steril, fühle sich durchschnittlich an und die schlechte Produktion treibe das Leben aus den Songs. Alles in allem sei es jedoch professionelles Entertainment und für Hörer mit Interesse an Rock Standards gemacht.